# Georges Chaperot
Georges Chaperot est un scénariste français né le 21 avril 1902 à Brest (Finistère) et mort le 16 juillet 1970 à Montargis.

## Biographie
Georges Chaperot est un scénariste français connue pour avoir  scénarisé l’histoire de la cage aux rossignols paru le 6 septembre 1945. Son importance a été multiplié après que son film soit repris sous le nom de Les Choristes en 2004.

## Filmographie
- 1936 : Moutonnet de René Sti
- 1937 : Rendez-vous Champs-Élysées de Jacques Houssin
- 1938 : Vacances payées de Maurice Cammage
- 1938 : L'Innocent de Maurice Cammage
- 1945 : La Cage aux rossignols de Jean Dréville
- 1948 : Le Mannequin assassiné de Pierre de Hérain
- 1949 : La Renaissance du rail (documentaire réalisé par G. Chaperot)
- 1951 : Épouse ma veuve, court métrage, de Maurice Cam
- 2004 : Les Choristes de Christophe Barratier

## Nominations
- Oscars du cinéma 48 : Oscar de la meilleure histoire originale pour La Cage aux rossignols